# Ла-Риоха (департамент)
Департамент Ла-Риоха  (исп. Departamento de La Rioja) — департамент в Аргентине в составе провинции Ла-Риоха.
Территория — 13638 км². Население — 180995 человек. Плотность населения — 13,30 чел./км².
Административный центр — Ла-Риоха.

## География
Департамент расположен на востоке провинции Ла-Риоха.
Департамент граничит:
- на севере — с департаментом Арауко
- на востоке — с провинцией Катамарка
- на юге — с департаментом Чамикаль
- на юго-западе — с департаментами Индепенденсия, Хенераль-Анхель-В.Пеньялоса
- на западе — с департаментами Санагаста, Чилесито
- на северо-западе — c департаментом Кастро-Баррос

## Важнейшие населенные пункты[2]
| № | Населённый пункт | Населённый пункт (исп.) | Категория | Население чел. (2010) | На карте                        |
| - | ---------------- | ----------------------- | --------- | --------------------- | ------------------------------- |
| 1 | Ла-Риоха         | La Rioja                | город     | 178,872               | 29°24′40″ ю. ш. 66°50′59″ з. д. |